# Northfields (London Underground)

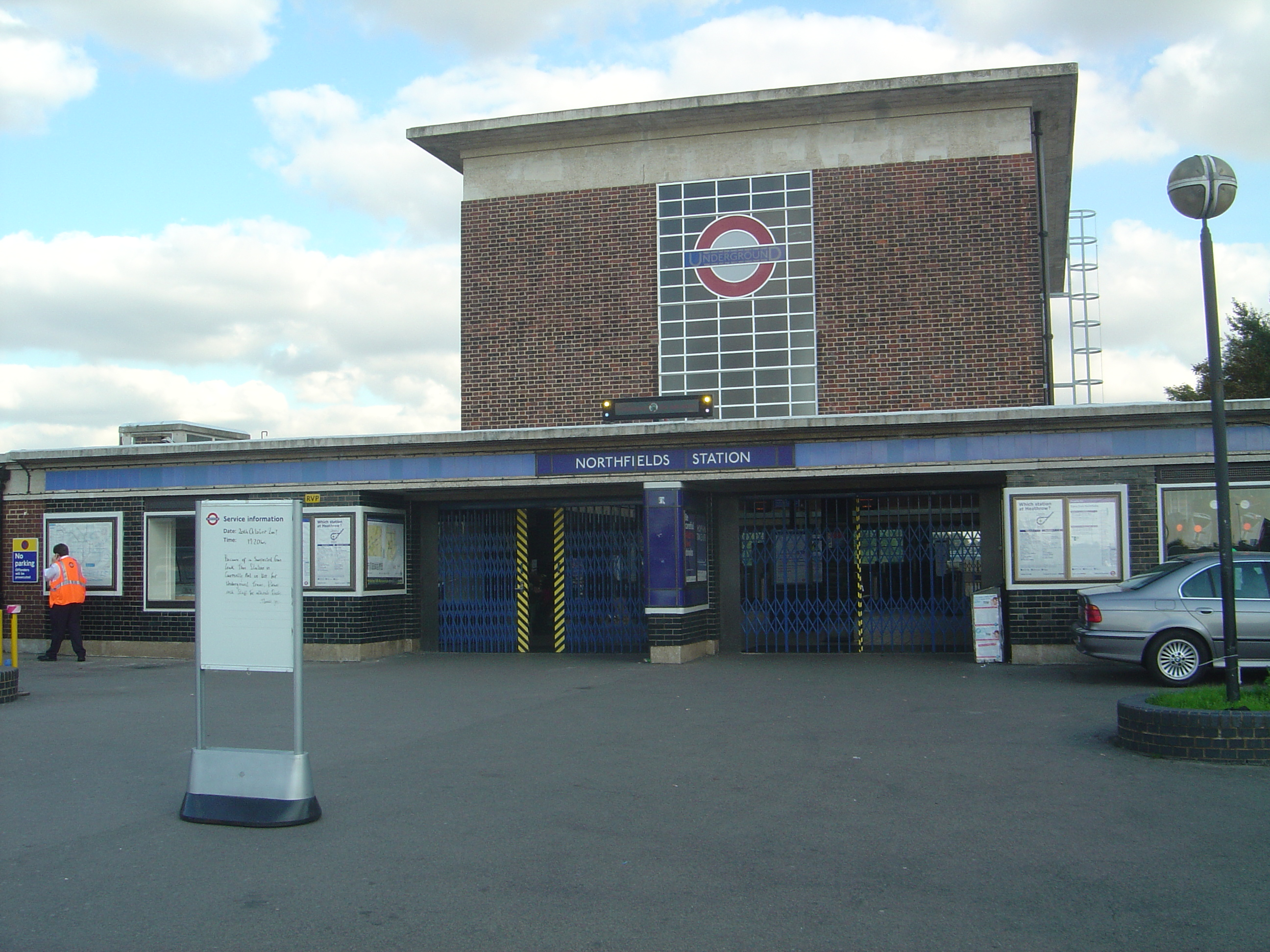
Stationsgebäude

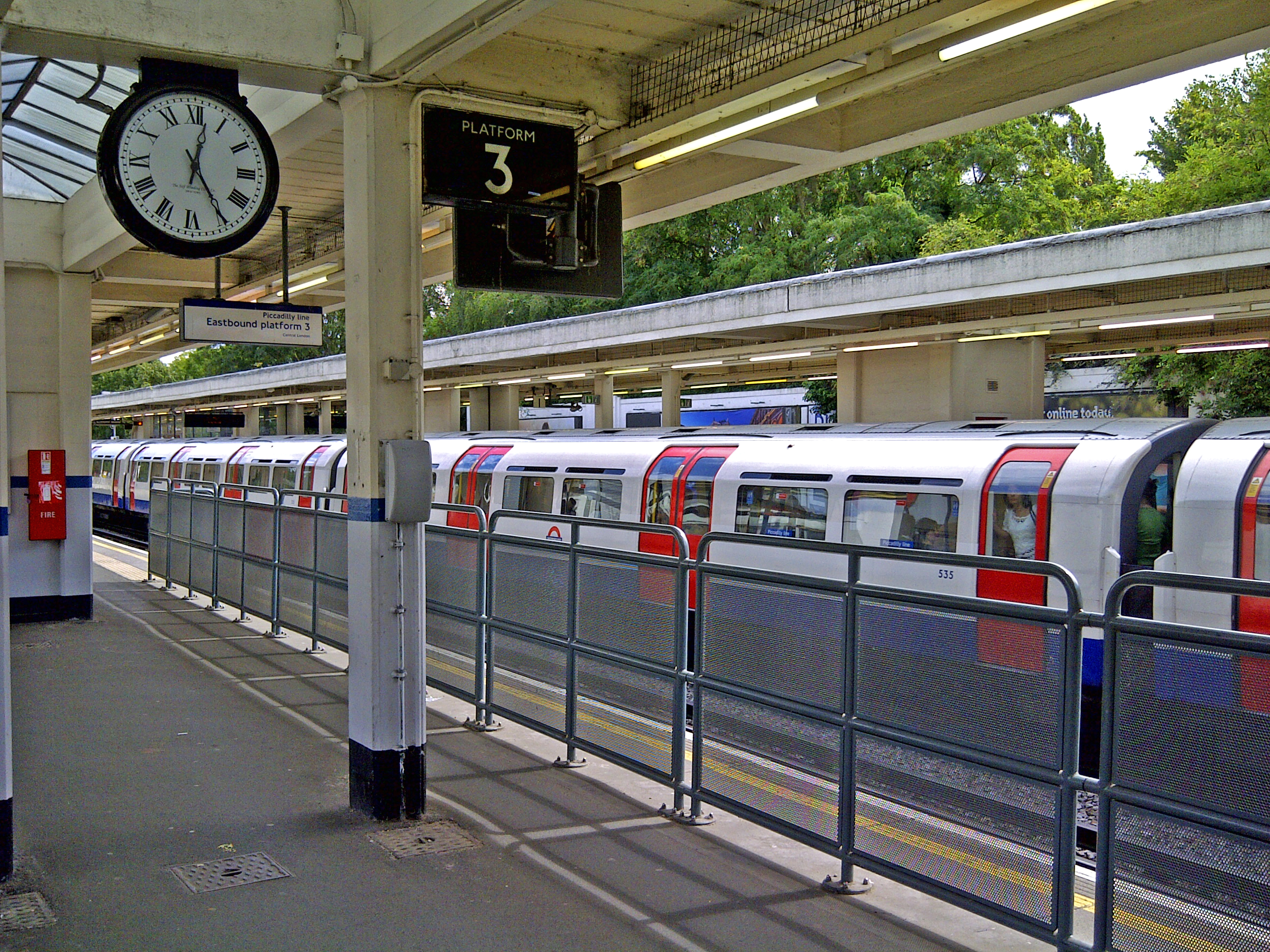
Bahnsteig

Northfields ist eine oberirdische Station der London Underground im Stadtbezirk London Borough of Ealing. Sie liegt in der Travelcard-Tarifzone 3 an der Northfield Avenue. Im Jahr 2013 nutzten 4,10 Millionen Fahrgäste diese von der Piccadilly Line bediente Station. Rund 500 Meter weiter westlich befindet sich eine der beiden Betriebswerkstätten der Linie.
Die Metropolitan District Railway (MDR; Vorgängergesellschaft der District Line) hatte 1883 die Strecke zwischen Acton Town und Hounslow Town in Betrieb genommen und diese 1905 elektrifiziert, die Züge fuhren jedoch 25 Jahre lang ohne Halt in Northfields durch. Schließlich eröffnete die MDR am 16. April 1908 an der bereits bestehenden Strecke die Station Northfields Halt, die am 11. Dezember 1911 den Namen Northfields & Little Ealing erhielt. Als sich zu Beginn der 1930er Jahre abzeichnete, dass die Station den Zufahrtsgleisen zur geplanten Betriebswerkstatt im Wege stand, erwies sich eine Verlegung auf die Ostseite der Northfield Avenue als notwendig. Die neue Station wurde am 19. Mai 1932 eröffnet und erhielt den heutigen Namen. Züge der Piccadilly Line hielten hier erstmals am 9. Januar 1933, ab dem 13. März desselben Jahres fuhren sie weiter in Richtung Hounslow West. Seit dem 9. Oktober 1964 verkehrt nur noch die Piccadilly Line auf dem Abschnitt westlich von Acton Town, da die District Line verkürzt wurde.
Das Stationsgebäude entstand 1932 nach den Plänen des Architekten Charles Holden, mit Unterstützung von Stanley Heaps. Es vereint Funktionalismus und Art déco. Das auffälligste Merkmal ist ein hoher quadratischer Turm aus roten Ziegelsteinen mit langen schmalen Obergaden. Seit 1994 steht das Gebäude unter Denkmalschutz (Grade II), mitsamt den Wänden des Vorhofs und den Bahnsteigen.